# Bejirond
Bejirond (auch Bajirond, amharisch በጅሮንድ) war einer der ältesten und einflussreichsten Titel am Hof des Negus Negest (Kaisers) von  Äthiopien. Er wurde am Ende des 14. Jahrhunderts eingeführt. Er war zunächst der Schatzmeister des Kaisers und genoss dessen großes Vertrauen. Später wurde noch die Funktion des Wanna Bejirond (Haupt-Bejirond) eingerichtet. Ihm oblag die Verwaltung der Staatsfinanzen. Der Titel des Bejirond entsprach die Würde eines Dejazmach.